# Ocularia pantosi
Ocularia pantosi är en skalbaggsart som beskrevs av Stefan von Breuning 1957. Ocularia pantosi ingår i släktet Ocularia och familjen långhorningar. Inga underarter finns listade i Catalogue of Life.